# 蟾蜍重盘吸虫
蟾蜍重盘吸虫（学名：Diplodiscus bufonis）为重盘科重盘属的动物。在中国大陆，分布于上海等地，营寄生生活，终末宿主中华大蟾蜍以及寄生于肠。该物种的模式产地在上海。